# アネッテ・ボーエ
アネッテ・ボーエ（Anette Bøe、1957年11月5日 - ）は、ノルウェー・ヴェストフォル県ラルヴィク出身の元クロスカントリースキー選手。1980年代に国際大会で活躍した。

## プロフィール
ボーエは1980年レークプラシッドオリンピックの代表に国際大会初出場を果たし、リレーで銅メダルを獲得した。
自国開催の1982年ノルディックスキー世界選手権ではリレーで金メダルを獲得した。
1984-1985シーズンは彼女のベストシーズンとなった。1985年ノルディックスキー世界選手権では5km、10kmで金メダル、リレー銀メダル、20kmでは銅メダル、またクロスカントリースキー・ワールドカップ総合優勝、ホルメンコーレン・メダル受章、ノルウェースポーツパーソンオブザイヤー(Norwegian Sportsperson of the Year)受賞と、数々の栄光を受けた。
ボーエはアイスホッケー選手としても国内リーグで活躍し2000年には複数のスポーツで優れた成績を上げたノルウェー人に与えられるEgebergs Ærespris（Egebergs名誉賞）を受賞している。